# Itaperuçu
Itaperuçu é um município brasileiro do estado do Paraná. Localizado na Microrregião e na Mesorregião Metropolitana de Curitiba.

## Etimologia
Itaperuçu, que em Tupi-Guaraní significa, ao pé da letra, "tapera grande do rui". Do tupi 'y + taper/a + -usu.

## História
É antiga a movimentação no território do atual município de Itaperuçu, sendo contemporânea ao surgimento de Nossa Senhora do Amparo de Votuverava, final do século XVIII.
Os primeiros proprietários de terras, em área que compõe o território do município foram Joaquim Cândido de Oliveira e as famílias Pedroso de Moraes, Furquim e Machado Cruz.
Em 1 de março de 1909, foi inaugurada a Estação Ferroviária de Itaperuçu. Com a chegada dos trilhos de aço do ramal ferroviário, um novo alento foi dado à comunidade.
Domingos Stochero foi o primeiro comerciante a se estabelecer na localidade, explorava o movimento do caminho das tropas que se destinavam-se Açungui. Stochero veio da Itália no final do século XIX, mas permaneceu inicialmente em uma colônia agrícola no município de Morretes, posteriormente foi para Santa Felicidade e finalmente Itaperuçu.
Muitas famílias de origem italiana se fixaram na região, à procura de novas áreas, para desenvolverem atividades agrícolas e pastoris, especialmente criação de mulas. Geralmente estas pessoas vinham de assentamentos específicos, especialmente escolhido pela Departamento de Imigração do Estado. Desta fase, destacam-se as famílias Benato, vinda de Santa Felicidade, Parolin e Stresser, vindas da Água Verde, e a família Johnsson, que veio de Colombo.
A comunidade de Itaperuçu era frequentemente visitada por mascates (comerciantes ambulantes de origem árabe), e muitos destes, gostando da região, e optavam por se estabelecer comercialmente na localidade. Tomaram esta iniciativa os Abdalla e Abrão. Jorge Abrão era antigo morador do Atuba, que mascateava em Itaperuçu.
Em 1942 se fixou em Itaperuçu, tendo comprado suas propriedades da família Soffiatti. Mais tarde passou a trabalhar com extração mineral. Gabriel Abdalla, tornou-se proprietários das terras do centro da vila.
Pela riquezas de recursos naturais da localidade, a década de 1940 registrou a vinda de inúmeras famílias. Estas pessoas dedicavam-se à extração mineral e à preparação do cal. A construção de fornos para a fábrica de cal, trouxe a família Bini. Na década de 1950, as indústrias de cimento se estabeleceram na região. Em Itaperuçu fixou-se para a exploração do solo, a Companhia de Cimento Itaú, em 1972.
A primeira capela da povoação foi construída pelo pioneiro Ângelo Benato, exatamente no local onde hoje está assentada a igreja matriz, foi inaugurada em 1975.
Pela Lei Estadual nº 9.437, de 9 de novembro de 1990, sancionada pelo governador Álvaro Fernandes Dias, foi criado o município de Itaperuçu, com território desmembrado do município de Rio Branco do Sul. A instalação oficial deu-se no dia 1 de janeiro de 1993.

## Geografia
Sua população estimada em 2014, segundo o IBGE, é de 26.371 habitantes. Integra a Região Metropolitana de Curitiba e ao Vale do Ribeira paranaense. Possui um clima subtropical úmido mesotérmico, verões frescos (temperatura média inferior a 22 °C), invernos com geadas severas e frequentes (temperatura média inferior a 15 °C), não apresentando estação seca.